# 鲁本·阿莫林
鲁本·菲利佩·马克斯·阿莫林（Rúben Filipe Marques Amorim，葡萄牙語發音：[ˈʁubɛn ɐmuˈɾĩ]；1985年1月27日—），生于葡萄牙里斯本，葡萄牙职业足球教练，前职业足球运动员，现為英超球隊曼聯主教練。

## 執教生涯

### 曼聯
2024年11月1日，英超球會曼聯宣布任命阿莫林為新任主教練，簽約至2027年，將於11月11日履新 。
2024年11月24日，阿莫林首次帶領球會比賽，作客葉士域治以1-1打成平手。四天後，他在歐霸盃聯賽階段擊敗，取得他作為曼聯主教練的首場勝利。
2024年12月1日，阿莫林在奧脫福球場以4-0擊敗愛華頓，取得他在英超首場勝仗。
2024年12月15日，阿莫林作客以2-1擊敗同城宿敵曼城，成為繼後首位在曼徹斯特打吡處子戰獲勝的主教練。
2025年1月19日，曼聯在英超以1：3敗給白禮頓賽後，阿摩廉稱他的球隊「可能是球會歷史上最糟糕的球隊。」這是球會過去五場主場比賽的第四場敗仗。落敗後，球會排在聯賽第13名，比降班區多10分。

## 執教風格

### 戰術
阿摩廉以溝通技巧、戰術知識和靈活性聞名。他流露出積極的態度和悠閒、和解的態度，一直強調自己不會與媒體討論有關球證的問題。他被描述為“透明而直率”，很少在合約職責之外接受採訪，並且總是將自己的成就歸功於球員，而不是吹噓自己的資歷。在葡萄牙体育，他建立了一種集體精神，讓每位球員都感覺自己是球會結構中不可或缺的一部分。阿摩廉的方法植根於這樣一種信念：一個團隊的功能不能僅僅由其各個部分的總和構成；它必須像一個整體一樣呼吸。他首先將球員視為人，其次才是運動員。在葡萄牙体育，他的領導風格培養了一種超越更衣室的友愛情懷；這種精神也延伸到了球員們的生活中。
阿摩廉視為老師、導師，也是他的主要影響者之一。阿摩廉曾在傑蘇斯麾下效力貝倫人、布拉加和本菲卡近十年。他也將視為自己最偉大的導師之一，並對表示欽佩。阿摩廉本人表示：「我很欣賞一些教練觀看比賽的方式，例如瓜迪歐拉，但對我來說，穆里尼奧才是我的榜樣，因為我的觀賽方式更接近穆里尼奧，他能夠很好地分析對手，並根據對手的特點進行調整，而不是僅僅採用某種特定的比賽風格，而是會認真思考如何適應比賽，最終會贏得勝利。」
2020年3月，阿摩廉執教葡萄牙体育初期，沿用卡薩皮亞、布拉加時期的3–4–2–1陣式，通常使用和兩名中場，之後數季是摩頓·曉文和守田英正負責保護後防線，並強調翼衛的進攻能力，例如初期的和，其後的贊尼·卡達慕。低位防守時，葡萄牙体育的球員會留在禁區線後，保持陣式緊密，阻止任何來自禁區邊緣的潛在射門，限制對手進攻機會。阿摩廉的球隊採用強勁壓迫式踢法，試圖在最後三分之一區域奪回球權。
阿摩廉的球隊利用球員互相走位來分散對方防守球員的注意力，為進攻球員創造進攻空間。他們專注於利用邊線和肋部空間（像柏度·干卡維斯在內線活動，而和紐奴·山度士堅守在左邊進攻）。中鋒方面，先有，後有2023年簽入的瑞典人，是唯一一個球員傾向壓逼足球，減慢對手進攻速度，試圖在對手防線創造可以快速進攻的空間，讓控球的球員能夠尋找垂直傳球的選擇。阿摩廉也採用3-4-3菱形陣型，其中有三名機動靈活的後衛；再加上一個掩護空間——實際變成一名防守中場、兩名負責為進攻球員傳球的「控制型」中場、一名第二前鋒、兩名緊貼邊線的邊鋒和一名多才多藝的中鋒。

### 管理風格
阿摩廉提拔年輕球員，培養必勝心態，並發展多才多藝、凝聚力強的比賽風格，經常被稱讚為葡萄牙体育的復興者。穆里尼奧堅稱「無論對手如何，阿摩廉都不會改變他的打法，他的戰術為邊鋒和前鋒提供了深度」，因此阿莫林的風格被形容為「永遠激烈」。
前艾斯托利主教練表示，阿莫林的球隊體現了他的職業道德，「他總是努力提高球員的水平……不僅與年輕球員合作，也與經驗豐富的球員合作，他們的共同點是富有拼搏精神……我認為他的溝通能力非常出色，他傳達的信息清晰、易懂。球員們很容易與他產生共鳴。即使在球場外，對於記者和公眾來說，它也非常簡單、非常具體。」
2023年4月，曼聯球員兼同鄉讚揚阿摩廉的管理風格，認為他的技能可以適應葡萄牙以外的聯賽，並且具備「在英格蘭、法國或西班牙足球中取得成功」的所有條件。BBC體育古廉·巴拉格描述阿摩廉為一位「仍在不斷提升知識水平，豐富其方法，但他仍然相信，只有讓觀眾為之興奮的足球才有意義」的教練。

## 生涯數據

### 執教生涯
最後更新：2025年8月18日
| 球會       | 由             | 至             | 紀錄 | 紀錄 | 紀錄 | 紀錄 | 紀錄 | 紀錄 | 紀錄 | 紀錄  | Ref    |
| 球會       | 由             | 至             | G    | W    | D    | L    | GF   | GA   | GD   | Win % | Ref    |
| ---------- | -------------- | -------------- | ---- | ---- | ---- | ---- | ---- | ---- | ---- | ----- | ------ |
| 卡薩比亞   | 2018年7月1日   | 2019年1月7日   | 4    | 3    | 0    | 1    | 17   | 3    | +14  | 75.00 |        |
| 布拉加B隊  | 2019年9月16日  | 2019年12月23日 | 11   | 8    | 2    | 1    | 27   | 7    | +20  | 72.73 | [ 31 ] |
| 布拉加     | 2019年12月23日 | 2020年3月4日   | 13   | 10   | 1    | 2    | 27   | 13   | +14  | 76.92 | [ 32 ] |
| 葡萄牙体育 | 2020年3月4日   | 2024年11月10日 | 231  | 164  | 34   | 33   | 510  | 199  | +311 | 71.00 | [ 33 ] |
| 曼聯       | 2024年11月11日 | 現在           | 43   | 16   | 10   | 17   | 67   | 64   | +3   | 37.21 | [ 34 ] |
| 總共       | 總共           | 總共           | 302  | 201  | 47   | 54   | 648  | 286  | +362 | 66.56 | —      |

## 榮譽

### 領隊
布拉加
- 葡萄牙聯賽盃冠軍：2019–20

 葡萄牙体育
- 葡萄牙足球超級聯賽冠軍：2020–21、2023–24
- 葡萄牙聯賽盃冠軍：2020–21、2021–22
- 葡萄牙超級盃冠軍：2021[35]